# Патрикей Давидович
Патрикей Давидович (бел. Патрыкей Давыдавіч; нач. XIV века — после 1365) — староста гродненский (1326 — 1365), князь стародубский (после 1365).

## Биография
Сын каштеляна гродненского Давида. Впервые упоминается в летописи Яна Длугоша от 16 октября 1336 года, когда князья Ольгерд, Кейстут и другие, в том числе Патрикей Давидович, напали на Мазовию, определённая дата указывает на то, что она была заимствована Длугошем из более древнего ежегодника или календаря.
Позже князь Патрикей неоднократно упоминается Вигандом Марбургским в своей хронике. 21 января 1356 года Виганд сообщает о походе князей Кейстута, Ольгерда и Патрикея Гродненского против Ордена на Пруссию. В 1358 году была создана двусторонняя комиссия для определения Великолитовско-Мазовецской границы, в которую князь Кейстут назначил своих князей и бояр Патрикея, Войшвила, Айкшу, Ализара и Ваську Кирдеевича. Вероятно, в связи с определением границы, около 1360 году, мазовцы начали строить замок под Райгородом, на территории, которую Орден считал своей, поэтому к месту строительства подошло войско Ордена во главе с маршалом, который среди прочего, спросил мазовцев, здесь ли Кейстут, на что они ответили: «Не Кейстут, а Патрикей и его сын». В марте 1361 года Кейстут, Патрикей и Ольгерд подверглись нападению немцев на прусской границе Ордена, и Кейстут попал в плен, а Патрикею едва удалось бежать. В начале 1364 года немецкие и английские рыцари из Пруссии подошли к Гродно, тогда князь Патрикей встретил их хлебом-солью и начал переговоры с предводителем ордена. Из-за этого и как бы за «дружбу с Орденом», как считал Виганд Марбургский, великий князь Кейстут в следующем году перевел князя Патрикея из Гродно в другое неизвестное летописцу русское княжество. Перед переводом, 14 февраля 1365 года, князья Кейстут, Ольгерд, Патрикей и Александр с 4-тысячным войском напали на владения Ордена в Пруссии.
Часть сведений о гродненском «князе» Патрикее Ян Длугош уже приписывал мнимому сыну Кейстута — Патрикею Кейстутовичу, на самом деле Ян Длугош выдумал этого человека. Позже князя Патрикея Давыдовича отождествили с настоящим внуком Гедимина —- Патрикеем Наримунтовичем, источники этого мнения до сих пор неясны. Кроме того, имя Наримунта в крещении было Глеб, а не Давыд.
По данным Любецкого синодика, имел сына Иоанна. Также сыновьями князя Патрикея Давидовича были князь Александр Стародубский и князь Федор Рыльский. По версии А. В. Кузьмина, новгород-северский князь Константин Давыдович и его сын Тимофей Константинович были родственниками князя Патрикея Давидовича.